# Yerry Mina
Yerry Mina, född 23 september 1994, är en colombiansk professionell fotbollsspelare (mittback) som spelar för Cagliari. Han har tidigare spelat i bland annat colombianska Santa Fe, brasilianska Palmeiras och spanska Barcelona men framförallt Everton.

## Landslagskarriär
Mina debuterade i det colombianska landslaget 2016 och blev i maj 2018 uttagen att representera landet i VM 2018.